# فرودگاه سائو ژوزه دوس کامپوس
فرودگاه سائو خوزه دوس کامپس (به انگلیسی: São José dos Campos Airport) (به زبان بومی: Aeroporto de São José dos Campos-Professor Urbano Ernesto Stumpf) یک فرودگاه همگانی مسافربری با کد یاتا SJK است که یک باند فرود آسفالت دارد و طول باند آن ۲۶۷۶ متر است. این فرودگاه در شهر سائو خوزه دوس کامپس کشور برزیل قرار دارد و در ارتفاع ۶۴۶ متری از سطح دریا واقع شده است.

## شرکت‌های هواپیمایی و مقصدهای پروازی
Currently no scheduled flights operate at this airport.